# Grand Chelem Tennis
Cet article concerne le jeu vidéo. Pour les quatre levées du grand chelem en tennis, voir Grand Chelem de tennis.
Pour les articles homonymes, voir Grand Chelem.
Grand Chelem Tennis (titre exclusif à la France de Grand Slam Tennis) est un jeu vidéo de tennis de la firme Electronic Arts. Cette nouvelle licence, sortie le 8 juin 2009 aux États-Unis et le 11 juin 2009 en France, est provisoirement exclusive à la console Wii. Le jeu est compatible avec le Wii Motion Plus. Il a connu une suite intitulée Grand Chelem Tennis 2. A noter que sur le disque du jeu, c'est le titre international Grand Slam Tennis qui est inscrit.
Le jeu a été annoncé sur Xbox 360 et PlayStation 3 avec, sur la PS3 l'utilisation possible du PlayStation Move, mais leur sortie a été repoussée. 

## Les joueurs
Chez les hommes :
- Roger Federer
- Rafael Nadal
- Andy Roddick
- Jo-Wilfried Tsonga
- Novak Djokovic
- Andy Murray
- Kei Nishikori
- Lleyton Hewitt

Chez les femmes :
- Ana Ivanović
- Maria Sharapova
- Venus Williams
- Serena Williams
- Justine Henin
- Lindsay Davenport

Chez les légendes :
- Pete Sampras
- John McEnroe
- Björn Borg
- Michael Stich
- Boris Becker
- Pat Cash
- Stefan Edberg
- Martina Navrátilová
- Chris Evert